# World Agudath Israel
La organización World Agudath Israel (en hebreo: הסתדרות אגודת ישראל העולמית) (transliterado: Histadrut Agudat Israel HaOlamit) usualmente conocida como Agudas Yisroel, fue establecida a principios del siglo XX como el brazo político del judaísmo ortodoxo asquenazí de los seguidores de la Torá. Sucedió a la organización anterior Agudas Shlumei Emunei Yisroel (Unión de Creyentes Judíos de Israel) en 1912. Su base de apoyo estaba localizada en Europa Oriental antes de la Segunda Guerra Mundial. Fue en parte debido al crecimiento y a la expansión del judaísmo jasídico, que la organización fue capaz de reunir a muchos seguidores del judaísmo ultraortodoxo procedentes de toda Europa.

## Historia

### Década de 1910
La organización internacional World Agudath Israel, fue establecida por los líderes religiosos judíos ortodoxos, en una conferencia celebrada en Katowice, Polonia en 1912. A los rabinos les preocupaba que el décimo Congreso Sionista Mundial hubiera derrotado una moción del movimiento judío ortodoxo y nacionalista Mizrachi para financiar las escuelas religiosas. El objetivo de la asociación World Agudath Israel, era fortalecer las instituciones ortodoxas judías independientes del movimiento sionista y de la organización judía Mizrachi. Sin embargo, el advenimiento de la Primera Guerra Mundial retrasó el desarrollo y crecimiento de la organización.

### Primera Guerra Mundial
Durante la Primera Guerra Mundial, el Rabino Dr. Pinchas Kohn y el Rabino Dr. Emmanuel Carlebach (ambos originarios de Alemania), fueron nombrados consejeros rabínicos de las fuerzas de ocupación alemanas en Polonia. En este puesto, trabajaron estrechamente con el Gran Rabino de la secta jasídica Ger, el Rabino Avraham Mordechai Alter. Como resultado de esta colaboración, los rabinos formaron Agudath Israel, cuyo objetivo era unificar el judaísmo ortodoxo de Europa Oriental y de Europa Occidental.

### Décadas de 1920 y 1930
La asociación Agudath Israel obtuvo un número significativo de seguidores, particularmente entre los judíos jasídicos. Agudat tuvo representantes en las elecciones polacas después de la Primera Guerra Mundial y ganó escaños en el parlamento de ese país (el Sejm). Entre los representantes electos se encontraban Alexander Zusia Friedman, el Rabino Meir Shapiro, el Rabino Yosef Nechemya Kornitzer de Cracovia y el Rabino Aharon Lewin de Reysha. Entre los eruditos y prominentes sabios de la Torá que dirigieron a la organización Agudath Yisroel, se encontraban el Rabino de la secta jasídica Guer, el Rabino Radziner, el Rabino Mordechai Yosef Elazar Leiner y el Jafetz Jaim, el Rabino (Israel Meir Kegan). En Letonia, entre los años 1922 y 1934, los miembros de la facción Agudath Israel, liderada por el judío Mordechai Dubin, fueron elegidos para el Saeima (el parlamento letón). Otro miembro prominente de Agudath Israel fue Michoel Ber Weissmandl. En el Reino Unido, el movimiento Agudath Israel estuvo representado por la sinagoga Adath Israel, formada en 1909, y la Unión de Congregaciones Hebreas Ortodoxas, formada en 1926.

### Segunda Guerra Mundial
En 1943 Agudath Israel representaba aproximadamente a 5.000 familias judías y estaba dirigida por el Rabino Dr. Solomon Schonfeld. El secretario británico de la organización mundial Agudath Israel, el ala política del movimiento, fue Harry Goodman, editor de la revista Jewish Weekly. Goodman desempeñó un papel clave en el mantenimiento de la organización Agudath Israel durante la Segunda Guerra Mundial. Antes de la Segunda Guerra Mundial y del Holocausto judío, Agudath Israel dirigía una serie de instituciones educativas judías en toda Europa. Después de la guerra, Agudath ha continuado operando instituciones en los Estados Unidos como la asociación Agudath Israel de América, y ha fundado un partido político en Israel. Agudath Israel es dirigida por un consejo de sabios de la Torá, llamado Moetzes Gedolei HaTorah, activo en Israel y en los Estados Unidos.

### Partido político en Israel
En el período posterior a la Segunda Guerra Mundial, Agudath Israel alcanzó un cierto equilibro con el Estado de Israel, que inicialmente era dirigido por los judíos seculares. Agudath ayudó a asegurar un acuerdo entre los líderes rabínicos y el Primer ministro de Israel, el judío David Ben-Gurion, que aseguraba la cooperación rabínica con el estado, así como la implementación de garantías para hacer posible la observancia pública de las leyes del Shabat y de la Cashrut. La organización Agudath Israel se estableció como un partido político israelí que ganaba escaños en la Knesset, ya sea como el partido Agudat Israel o en coalición con otros grupos ortodoxos que se presentaban bajo el nombre de Judaísmo Unido de la Torá. La organización World Agudath Israel organiza conferencias internacionales y celebra unas reuniones de los sabios de la Torá llamadas Knesia Guedola.

## Estructura interna
El siguiente esquema muestra la estructura interna de la organización y sus diferentes departamentos:
|  |  |                |                |                |                |                |                |  |  | World Agudath Israel      |                           |                           |                           |                           |                           |  |  |                 |                 |                 |                 |                 |                 |  |  |               |               |               |               |               |               |  |  |  |  |  |  |  |  |  |  |  |  |  |  |
|  |  |                |                |                |                |                |                |  |  |                           |                           |                           |                           |                           |                           |  |  |                 |                 |                 |                 |                 |                 |  |  |               |               |               |               |               |               |  |  |  |  |  |  |  |  |  |  |  |  |  |  |
|  |  |                |                |                |                |                |                |  |  |                           |                           |                           |                           |                           |                           |  |  |                 |                 |                 |                 |                 |                 |  |  |               |               |               |               |               |               |  |  |  |  |  |  |  |  |  |  |  |  |  |  |
|  |  | Chinuch Atzmai | Chinuch Atzmai | Chinuch Atzmai | Chinuch Atzmai | Chinuch Atzmai | Chinuch Atzmai |  |  | Moetzes Gedolei HaTorah   | Moetzes Gedolei HaTorah   | Moetzes Gedolei HaTorah   | Moetzes Gedolei HaTorah   | Moetzes Gedolei HaTorah   | Moetzes Gedolei HaTorah   |  |  | Yahadut Hatorah | Yahadut Hatorah | Yahadut Hatorah | Yahadut Hatorah | Yahadut Hatorah | Yahadut Hatorah |  |  |               |               |               |               |               |               |  |  |  |  |  |  |  |  |  |  |  |  |  |  |
|  |  | Chinuch Atzmai | Chinuch Atzmai | Chinuch Atzmai | Chinuch Atzmai | Chinuch Atzmai | Chinuch Atzmai |  |  | Moetzes Gedolei HaTorah   | Moetzes Gedolei HaTorah   | Moetzes Gedolei HaTorah   | Moetzes Gedolei HaTorah   | Moetzes Gedolei HaTorah   | Moetzes Gedolei HaTorah   |  |  | Yahadut Hatorah | Yahadut Hatorah | Yahadut Hatorah | Yahadut Hatorah | Yahadut Hatorah | Yahadut Hatorah |  |  |               |               |               |               |               |               |  |  |  |  |  |  |  |  |  |  |  |  |  |  |
|  |  |                |                |                |                |                |                |  |  |                           |                           |                           |                           |                           |                           |  |  |                 |                 |                 |                 |                 |                 |  |  |               |               |               |               |               |               |  |  |  |  |  |  |  |  |  |  |  |  |  |  |
|  |  |                |                |                |                |                |                |  |  | Agudath Israel de América | Agudath Israel de América | Agudath Israel de América | Agudath Israel de América | Agudath Israel de América | Agudath Israel de América |  |  | Déguel HaTorá   | Déguel HaTorá   | Déguel HaTorá   | Déguel HaTorá   | Déguel HaTorá   | Déguel HaTorá   |  |  | Agudat Israel | Agudat Israel | Agudat Israel | Agudat Israel | Agudat Israel | Agudat Israel |  |  |  |  |  |  |  |  |  |  |  |  |  |  |